# 오다 닐센
오다 라우렌세 헬미네 닐센(덴마크어: Oda Laurenze Helmine Nielsen, 결혼 이전의 성(姓): 라르센(Larsen), 1851년 8월 7일 라트비아 리에파야 ~ 1936년 9월 11일 덴마크 루데르스달 시 스코스보르(Skodsborg))은 덴마크의 배우이다.
라트비아 리에파야에서 선박 소유자 옌스 라르센(Jens Larsen)과 그의 아내인 카레시아 묄러(Caresia Møller)의 딸로 태어났으며 1884년에는 배우인 마르티니우스 닐센(Martinius Nielsen)과 결혼했다. 1870년 5월 코펜하겐에 위치한 카지노 극장(Casino)에서 연극 배우로 데뷔하면서부터 수많은 연극 작품에 출연했다. 1910년에는 덴마크 정부로부터 과학 예술 훈장을 받았고 1920년에는 명예 훈장을 받았다.